# Конти, Джованни (граф Сеньи)
Джованни Конти (граф Сеньи) (итал. Giovanni dei Conti di Segni, также известный как Giovanni Conti) — католический церковный деятель XIII века. На консистории 1200 года был провозглашён кардиналом-дьяконом с титулом церкви Санта-Мария-ин-Космедин.